# 亚考朗
亚考朗（波斯語：یکاولنگ，Yakawlang/Yakaolang，又译亚考兰）是阿富汗巴米扬省的一个城市，也是亚考朗区的首府。位于海拔2714米的山区，2000年人口为65000人。东北约25公里处为班德阿米尔国家公园，每年有数千人因此造访亚考朗。

## 历史

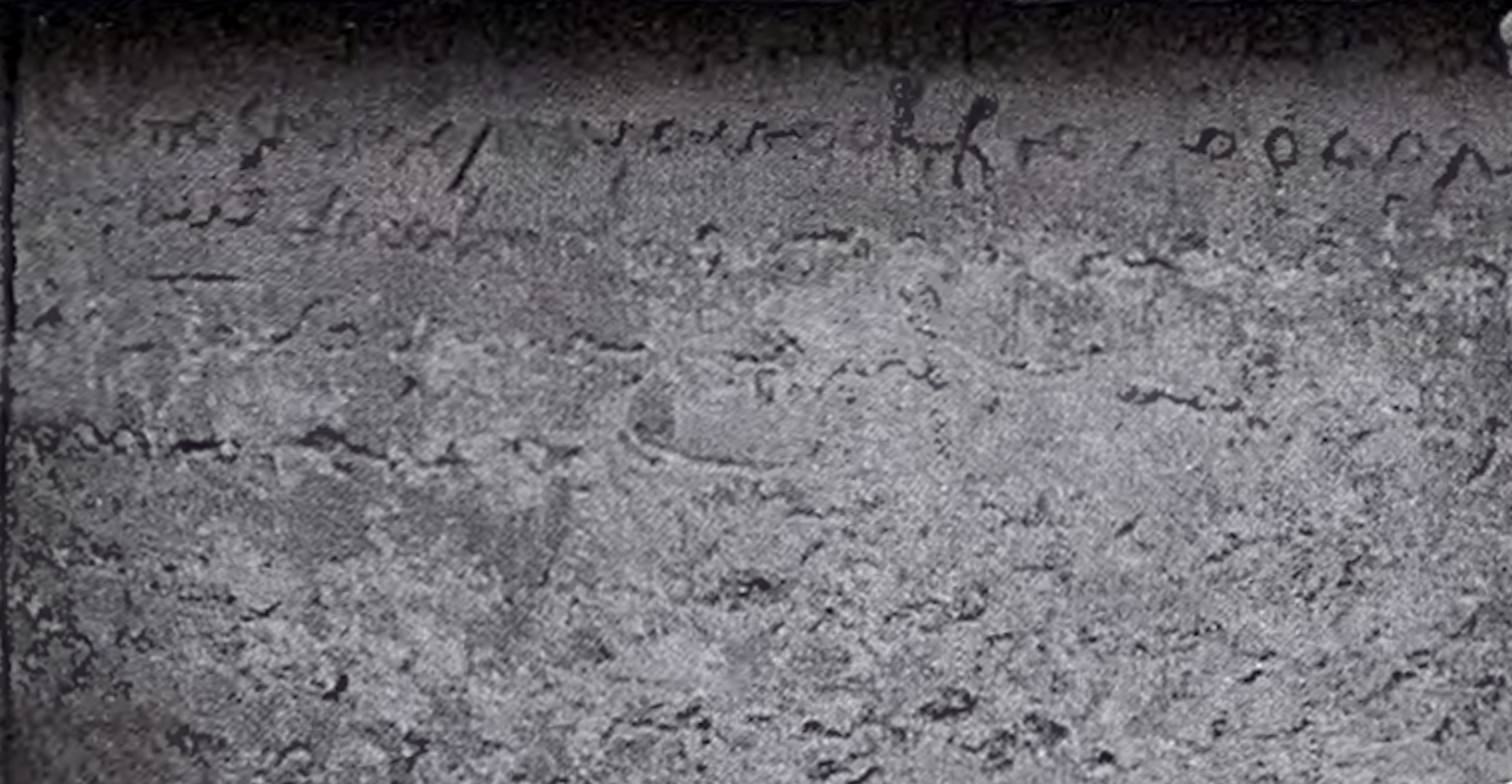
Tang-i Safedak铭文

约离城区以西16公里处的Tang-i Safedak发现了公元8世纪左右的佛塔，上面有大夏语铭文。
2000年11月28日，联合国家阵线 (阿富汗)（统一党）从塔利班手中夺取该城。2001年1月初，塔利班重新占领该城。据报道，2001年1月8日至12日间，塔利班在该城进行了大规模屠杀，主要是当地的哈扎拉人男性，若干非政府组织及联合国的人员亦被杀戮。

## 交通
有中国交通建设集团下属中国路桥工程有限责任公司承包建设的巴米扬公路（也称达亚公路），2017年中标，从亚考朗通至萨曼甘省达拉苏夫，全长178千米。